# ناحیه آلاسکا، شهرستان بلترامی، مینه‌سوتا
شهرستان الاسکا، بخش بلترامی، ماینسوتا (به انگلیسی: Alaska Township, Beltrami County, Minnesota) یک منطقهٔ مسکونی در ایالات متحده آمریکا است که در مینه‌سوتا واقع شده‌است.

## خصوصیات
شهرستان الاسکا ۹۱٫۷ کیلومترمربع مساحت و ۱۹۷ نفر جمعیت دارد و ۴۰۱ متر بالاتر از سطح دریا واقع شده‌است.